# Elvīra Ozoliņa
Elvīra Ozoliņa, född 8 oktober 1939 i Sankt Petersburg, är en lettisk före detta friidrottare som tävlade för Sovjetunionen.
Ozoliņa blev olympisk mästare i spjutkastning vid olympiska sommarspelen 1960 i Rom.
Hon var gift med den olympiska mästaren Jānis Lūsis fram till hans död 2020.